# Evnomij iz Kizika
Evnomij iz Kizika [evnómij] (starogrško Εὐνόμιος: Eunōmios, latinsko Eunomius Cyzicenus), eden izmed voditeljev skrajnega arijanizma (anomejstva ali evnomejstva), * okoli 333, Dakora, Kapadokija (Mala Azija oziroma sedanja osrednja Turčija), † okoli 393, Dakora.

## Življenje
Evnomij iz Kizika, mesta v Misiji v Mali Aziji, ki je danes del Turčije (severozahodna Azija), je eden izmed voditeljev drugega vala arijanstva, ki je nastopilo po prvem koncilu v Niceji, imenovanega tudi skrajno arijanstvo ali anomejstvo. Včasih se po njem imenuje tudi evnomejstvo. Rodil se je v Dakori v Kapadokiji (Mala Azija) okoli leta 333.
Študiral je teologijo v Aleksandriji pod vodstvom Aetija, od katerega je tudi prevzel zamisli skrajnega arijanstva. Kasneje je prišel pod vpliv Evdoksa iz Antiohije, ki ga je tudi posvetil v diakona. Na njegovo priporočilo je bil Evnomij leta 360 imenovan za škofa v Kiziku. Na svojem novem položaju je svobodno izražal zamisli skrajnega arijanstva, kar je kmalu pripeljalo do pritožb s strani ljudstva. Evdoks je bil zato prisiljen, na zahtevo vladarja Konstantina II., odstraniti Evnomija iz škofije le leto po njegovem imenovanju za škofa.
Med vladanjem Julijana in Jovijana je Evnomij ostal v Carigradu – v tesnem stiku z Aetijem. S pomočjo somišljenikov  je poskušal utrditi krivoversko stranko in posvečeval razkolniške škofe.
Nato je šel v Kalcedon, od koder je bil leta 367 pregnan v Mavretanijo, ker je nudil zavetje uporniku Prokopiju. Še preden je uspel doseči svoj cilj oziroma prispeti v Mavretanijo, pa je bil odpoklican.
Leta 383 je vladar Teodozij, ki je zahteval versko deklaracijo od vseh strankarskih voditeljev, kaznoval Evnomija, ker je nadaljeval s poučevanjem svojih krivoverskih naukov, z izgonom v Halmiris (sedanja Romunija – jugovzgodna Evropa). Zatem je prebival v Kalcedonu in Cezareji v Kapadokiji, iz katere pa je bil tudi izgnan, in to s strani tamkajšnjih prebivalcev. Pisal je namreč zoper njihovega škofa Bazilija.
Svoje zadnje dni je preživel v rojstnem kraju Dakori, kjer je tudi umrl okoli leta 393.

## Delo
S pomočjo stranke, katere član je bil tudi sam, so njegova dela dosegla velik ugled in vpliv. In zaradi slednjega se je pravoverna Cerkev počutila ogroženo. Zato je bil izdan več kot eden vladarski edikt za njihovo uničenje. Zato, tako njegov komentar Pisma Rimljanom, omenjen pri zgodovinarju Sokratu Sholastiku, kot tudi pisma, omenjena pri Filostorgiju in Fotiju, danes ne obstajajo več.Njegovo prvo apologetsko delo, napisano verjetno okoli leta 360 ali 365, ki je znano po slavni ovržbi s strani Bazilija – Proti Evnomiju (364), je bilo v celoti »rešeno«.
Druga apologija, napisana pred letom 379, pa obstaja le v navedkih, ki jih je v svoji ovržbi prepisal Gregor iz Nise. Komentar veroizpovedi, ki ga je  zahteval Teodozij, je ohranjen; ohranil ga je Valesij v opombah k Sokratu Carigrajskemu in v delu C. H. G. Rettberga, Marcelliana.

## Nauk
Nauk anomejskih šol, ki sta jih vodila Aetij in Evnomij, se začne s pojmovanjem Boga kot Stvarnika in dokazuje, da med Stvarnikom in ustvarjenim ni enega bistva. Tu gre predvsem za razumevanje odnosa med Očetom in Sinom. Očetu je lastna božja bit in če bi slednjo poistili s pojmom nerojenosti, bi sledilo, da Sin ni enega bistva z Očetom in mu tudi ni podoben, ampak je popolnoma drugačen, (gr. anomoios ).
Ta nauk potem dobi tudi ime – anomejstvo. Po njegovem najodločnejšem zagovorniku Evnomiju pa tudi evnomejstvo. Bog kot večni Bog je absolutno popolna, čista eksistenca. Oče je zanj monada, ki je nujno 'superiorna' v razmerju do Sina. Oče je edini, ki ni bil rojen, niti ni 'nastal', prešel v bivanje.
Je edini, večni, edini brez početka – edini pravi Bog. Je, in to je bistveno, absolutno edini, arhe, je počelo vseh bitij. Rojevanje bi namreč vključevalo nasprotje Njegovega bistva, kar bi v božanstvo vpeljalo dualizem. 
Po mnenju Sokrata Carigrajskega je Evnomij svoja prepričanja pokazal čisto praktično v obrazcu za krst. Namesto, da bi krščeval v imenu troedinega Boga, je krščeval v imenu Stvarnika in v imenu Kristusove smrti. Posledično tudi njegovi privrženci, ki so se razcepili v številne druščine, niso krščevali v imenu Očeta in Sina in Svetega Duha, temveč v imenu Gospodove smrti. To predelavo je pravoverna Cerkev vzela resno in je bila tudi vzrok, da so morali biti pristaši Evnomijevega nauka, po povratku v Cerkev, ponovno krščeni. Za druge arijance pa na primer to ni veljalo. 
Evnomijeva herezija je bila uradno obsojena leta 381 na koncilu v Carigradu. Sekta se je še nekaj časa obdržala, kasneje pa je doživela notranjo delitev. Ko je Evnomij umrl, je Evtropij ukazal prenesti Evnomijevo truplo v Tijano in sežgati vse njegove knjige.